# Bupleurum jucundum
Bupleurum jucundum är en flockblommig växtart som beskrevs av Wilhelm Sulpiz Kurz. Bupleurum jucundum ingår i släktet harörter, och familjen flockblommiga växter.

## Underarter
Arten delas in i följande underarter:
- B. j. cachemiricum
- B. j. jucundum